# 里克·博格
里克·博格（英語：Rick Berg；1959年8月16日—）是美国的一位政治人物。在2011年至2013年，他是北達科他州單一國會選區選出的聯邦眾議員。他的黨籍是共和黨。博格在2012年競選北達科他州在國會參議院的參議院但未能當選。